# Berthold Wolpe
Berthold Wolpe (* 29. Oktober 1905 in Offenbach am Main; † 5. Juli 1989 in London) war ein deutscher Typograf und Lehrer.

## Leben
Berthold Wolpe wurde als Sohn einer jüdischen Familie geboren. Er studierte an der Kunstgewerbeschule Offenbach bei Rudolf Koch. Als dessen Mitarbeiter war er an der berühmten Deutschlandkarte des Insel-Verlages beteiligt und arbeitete an Kochs ABC-Büchlein mit. Einer seiner Kollegen in der Offenbacher Werkstattgemeinschaft von Rudolf Koch war Fritz Kredel. Wolpe promovierte 1928 an der Kunstgewerbeschule Offenbach. 1932 lernte er Stanley Morison kennen.
1935 musste Wolpe Deutschland verlassen und emigrierte nach London, wo er bis 1940 bei der Fanfare Press arbeitete. Für den Verlag Faber & Faber entwarf er bis 1971 über 1500 Buchumschläge.

## Schriftentwürfe
- Hyperion (1931)
- Albertus (1932–1940)
- Tempest (1936)
- Sachsenwald (1937)
- Pegasus (1938)
- Decorata (1950)
- Johnston's Sans Serif (1973)

## Werke zusammen mit Fritz Kredel
- Offenbacher Haggadah
- Wandteppiche mit Hebräischen und Deutschen Gebeten

## Lehrtätigkeiten
- Camberwell College of Art (1948–1953)
- Royal College of Art, London (1956–1957)
- City & Guilds of London School of Art

## Ausstellungen
- 2011: Im Glauben an das Exquisite – Siegfried Guggenheim – Ein jüdischer Mäzen der Buch- und Schriftkunst, Klingspor-Museum, Offenbach[2]